# Annona paludosa
Espèce
Statut de conservation UICN

 LC  : Préoccupation mineure
Annona paludosa est une espèce de plantes à fleurs de la famille des Annonaceae. C'est un petit arbre connu en Guyane sous les noms de Corossol sauvage, Guimanmin (créole), Kasim (Palikur), Araticu-do-brejo (Portugais) ou Envira-biribá au Pará (Brésil).

## Description
Annona paludosa est un petit arbre haut de 1,50 à 5 m, à écorce lisse et roussâtre.
Son bois est blanc et aromatique.
Les jeunes rameaux sont velus roussâtres, tomenteux-ferrugineux.
Les feuilles sont de forme ovales acuminées, oblongues ou elliptiques aiguës, à base arrondie ou parfois subaiguë, chartacées, pubescentes sur les 2 faces, devenant plus ou moins glabres au-dessus, tomenteuses-ferrugineuses roussâtres en dessous, mesurant 12-22 x 5-8 cm, pour un pétiole long de 5-10 mm.
On compte 20 paires de nervures secondaires fusionnant à la marge.
Les 1 ou 2 fleurs axillaires, suboppositifoliées ou infrapétiolaires.
Les pédicelle est poilu-ferrugineux avec 2 bractées au-dessous du milieu.
Le calice tomenteux comporte 3 sépales acuminés, velus roussâtres  de 5 mm.
La corolle tomenteuse porte 6 pétales : les 3 externes sont charnus, coriaces, velus, ovales, aigus, mesurant 20-23 x 18-20 mm), et ceux internes sont larges de 6 mm.
Les carpelles sont soyeux-roussâtres.
Le fruit charnu, de forme ovoïde, mesure 3-5 x (2)3-4 cm (jusqu'à 10 cm de diamètre), couvert de très nombreuses petites aréoles prolongées en petits tubercules 
,,.
Le pollen d’Annona paludosa est émis sous forme de tétrades permanentes.

## Répartition
Annona paludosa est présent en Guyane et au Brésil (Amapá, Pará)

## Écologie
On rencontre Annona paludosa dans les savanes, les lisière forestière et les forêts secondaires de la plaine littorale de Guyane et des forêts secondaires de l'Est du Brésil.
Il fleurit en septembre-décembre et fructifie jusqu'en avril.
La structure du bois d’Annona paludosa a été décrite,.
La littière de feuilles d’Annona paludosa se décompose particulièrement bien dans le recrû forestier.
Annona paludosa présente des périodes de fructification nettement intermittentes sur plusieurs mois et ses graines sont disséminées par les animaux.

## Utilisations
Les fruits jaunes juteux sont comestibles,, mais la pulpe très ferme, serait plutôt insipide.
Son bois léger est souvent utilisé comme manche d'outils.
Chez les Palikur de Guyane, on emploie des bandes d'écorce d’Annona paludosa pour tresser une ceinture contre les lombalgies (« mal de rein »).

### Chiçmie
Les alcaloïdes des extraits d’Annona paludosa ont été analysés

## Protologue
En 1775, le botaniste Aublet décrit cette plante pour la première fois et propose la diagnose suivante : 

« 1. ANNONA (paludoſa) foliis villoſis, ſupra viridibus, ſubtus rufeſcentibus ; fructu luteo, tuberculato. 

Guanabanus fructu turbinato, minori, luteo. Barr. Fr. Equinox, pag. 53. 

fructu levi, punctato, carne tubeſcente. (Tabula 247.)
Frutex trunco quadri aut quinque-pedali, in ſummitate ramoſo; ramis rectis & declinatis, undique ſparſis. Folia alterna, ovato-oblonga, acuta, integerrima, tomentoſa, ſupernè viridia, infernè rufeſcentia, brevi petiolata. Flores ſolitarii vel bini, axillares. 

Florebat Novembri ; fructum ferebat Aprili. 

Habitat in pratis paludoſis Courou & Timoutou. 

Nomen Gallicum COROSSOL SAUVAGE. 
[…]
LE COROSSOL sauvage.
Cet arbre eſt de moyenne grandeur. Son tronc s'élève à quatre pu cinq pieds, far cinq à ſix pouces de diamètre. Son écorce eſt liſſe & rouſſâtre. Son bois eſt blanchâtre, peu compacte & aromatique; le tronc pouſſe à ſon ſommet pluſieurs branches, les unes droite, d'autres inclinées. Elles ſont chargées de rameaux grêles, velus & rouſſâtres. Les branches & les rameaux ſont garnis de feuilles alternes, entières, couvertes en deſſus d'un duvet verdâtre, en deſſous le duvet eſt rouſſâtre ; elles ſont ovales, terminées en pointe. On en a repréſenté une de grandeur naturelle. 

Les fleurs naiſſent ſolitaires ou deux enſemble à l'aiſſelle des feuilles. Leur pédoncule a un pouce & plus de long ; il eſt garni a ſa baſe d'une écaille, & quelquefois on en trouvé une ou deux ſur ſa partie moyenne. 

Le calice de la fleur eſt d'une ſeule pièce, diviſé profondément en trois parties larges, aiguës, velues, & rouſſâtres en deſſous. 

La corolle eſt à ſix pétales; les trois extérieurs ſont larges, épais, coriaces, velus & verts ; les extérieurs ſont verdâtres, moins grands, & de la même forme. Ils ſont places deſſus & entre les extérieurs. Tous les pétales ſont attachés par un onglet large au deſſous des étamines. Cette corolle ne s'épanouit jamais entièrement. 

Les étamines ſont en grand nombre, verdâtres, preſſées les unes contre les autres, & ſituées ſur un réceptacle au deſſous du piſtil. Leurs filets ſont très courts. Les anthères ſont longues, a quatre ſillons longitudinaux. Elles ſont à deux bourſes qui s'ouvrent en deux valves. L'extrémité de l'anthère eſt arrondie, comprimée & pointillée. 

Le piſtil eſt compoſe d'un grand nombre d'ovaires réunis enſemble, terminés par un stigmate obtus & vert. 

L'ovaire devient une baie jaune dont l’écorce eſt mince, chargée d'éminence charnues & aiguës. Sa ſubſtance eſt ſucculente, fondante & blanchâtre. Cette ſubſtance renferme un grand nombre de loges qui contiennent chacune une semence. Ces loges ſont placées les unes ſur les autres en forme de colonne, dont le nombre varie. 

Toutes ces graines tiennent par un cordon ombilical a un placenta charnu qui occupe le centre du fruit. Ces graines ſont liſſes, brunes, ovoïdes, un peu comprimées, & ont à leur baſe un petit ombilic creux & ridé. On a repréſenté cette graine de grandeur & groſſeur naturelles. Le fruit eſt un peu moins gros que dans l'état naturel. Il n'y a dans les parties de la fleur qu'une étamine de groſſie. 

J'ai trouvé cet arbre en fleur dans les ſavanes de Courou, au mois de Novembre ; & en fruit dans le mois d'Avril, dans les ſavanes de Timoutou. Ce fruit eſt bon a manger ; Il eſt connu ſous le nom de COROSSOL SAUVAGE. »

— Fusée-Aublet, 1775.